# Saimin Redjosentono
Saimin Redjosentono (16 december 1940 – 15 oktober 2024) was een Surinaams docent en politicus. Hij was docent op het Natuurtechnisch Instituut en de universiteit. Tussendoor was hij twee maal minister van minister van Landbouw, Veeteelt en Visserij (LVV); onder de presidenten Ramsewak Shankar (1988-1990) en Jules Wijdenbosch (1996-2000).  

## Biografie
Saimin Redjosentono is van Javaans-Surinaamse afkomst. Hij werd geboren met de achternaam Min. Deze werd op 27 april 1956 gewijzigd in Redjosentono. Hij ging vanaf zijn zevende à achtste naar school. Hij verliet tijdens zijn jeugd de Algemene Middelbare School (AMS) om te gaan werken, omdat zijn vader ziek was en zijn moeder weinig verdiende met ongeschoold werk. Hij werkte eerst als administratieve kracht (klerk) bij de overheid en stapte daarna over naar Suralco, waar hij een schriftelijke cursus volgde van het PBNA. Geïnteresseerd in techniek, solliciteerde hij in 1962 naar een studiebeurs van Suralco. Hij wist met twee anderen een beurs te bemachtigen.
Hij vertrok in september 1962 naar Nederland en studeerde HTS Bouwkunde via de Koninklijke Academie van Beeldende Kunsten in Den Haag. Daarnaast nam hij gitaarles en ging later door op de saxofoon. Samen met Max Nijman als zanger speelde hij zo'n acht jaar in The South Siders. Hij maakte zijn studie Bouwkunde af en specialiseerde zich verder in Betonconstructie. Ondanks dat het hem zwaar viel werkte en leerde hij naast elkaar en ging hij verder met een studie Civiele Techniek aan de Technische School in Delft. Daar slaagde hij zes jaar later in Weg- en Waterbouwkunde. Hij keerde in 1976 terug, een jaar na de Surinaamse onafhankelijkheid.
Hij ging eerst aan de slag als docent bij het Natuurtechnisch Instituut (Natin). Bij de oprichting van de Technische Faculteit stapte hij over naar de Universiteit in Paramaribo. Tussendoor staakte hij zijn werkzaamheden, om in 1988 namens de KTPI minister van Landbouw, Veeteelt en Visserij (LVV) te worden onder president Ramsewak Shankar. Nadat de regering in 1990 met de Telefooncoup werd afgezet,  keerde hij terug naar de universiteit. 
In 1996 werd hij opnieuw minister van LVV. In 2000 kwam er opnieuw een voortijdig einde aan zijn ministerschap vanwege het aftreden van het kabinet onder leiding van Jules Wijdenbosch.
Naast zijn werk als universiteitsdocent had hij een eigen ingenieursbureau IBOCI voor Bouw en Civiele Techniek, van waaruit hij werkte aan berekeningen en ontwerpen voor onder meer bruggen. In 2010 werkten hier zeven mensen. Ook was hij actief in het culturele Javaanse leven.
Saimin Redjosentono overleed op 15 oktober 2024. Hij is 83 jaar oud geworden.